# Нейроантропологія
Нейроантропологія — міждисциплінарна галузь наукових досліджень, предметом якої в загальному випадку є вивчення широкого спектра взаємозв'язків між культурою і мозком людини.
Сфера нейроантропологіі охоплює широке коло досліджень вищої нервової діяльності, включаючи еволюцію мозку гомінідів, культурний розвиток і мозок, біохімію мозку і альтернативних станів свідомості, культурні інваріанти, вплив культурного досвіду на сприйняття і багато іншого. У порівнянні з такими дисциплінами як поведінкова нейронаука або культурологічна нейронаука нейроантропологія залишається відкритою і гетерогенною, визнаючи, що не всі функції мозку діють однаково, і культура не може засвоюватися одноманітно. У тій чи іншій формі, нейроантропологи здійснюють дослідження розвитку людського мозку, його структури та функцій в ув'язці з культурним контекстом, в якому мозок функціонує.